# Armadillidium valonae
Armadillidium valonae är en kräftdjursart som beskrevs av Arcangeli 1952. Armadillidium valonae ingår i släktet Armadillidium och familjen klotgråsuggor. Inga underarter finns listade i Catalogue of Life.